# آغلال (مالي)
آغلال هي بلدة تقع جنوب تمبكتو تبعد عنها حوالي 40 كيلومتر يسكنها أخلاط من الطوارق والعرب والسونغاي وتصنف إداريا بأنها دائرة تابعة لمنطقة تمبكتو.